# Matt Ryan (basket-ball)
Pour les articles homonymes, voir Matt Ryan (homonymie) et Ryan.
Matthew Richard Ryan, né le 17 avril 1997 à Valhalla dans l'État de New York, est un joueur américain de basket-ball évoluant au poste d'ailier.

## Biographie

### Carrière universitaire
Il réalise son cursus universitaire en trois temps. Tout d'abord entre 2015 et 2017, il joue pour le Fighting Irish de Notre Dame. En 2018, il joue sa troisième saison pour les Commodores de Vanderbilt.  Dans sa troisième saison, il enregistre 8,1 points et 2,7 rebonds par match. Puis en 2019 pour sa dernière saison universitaire, il évolue pour les Mocs de Chattanooga où il réalise sa meilleure saison en jouant 33 matchs et enregistrant 15,4 points, 4,9 rebonds et 1,9 passes décisives par match, tout en tirant à 42,3% sur le terrain, 35,9% à trois points et 87,9% aux lancers-francs.
Ayant terminé son cursus universitaire, il est automatiquement éligible à la draft NBA 2020 mais n'est pas sélectionné. Il ne parvient pas non plus à se faire une place pour la fin de la saison 2020-2021 de la NBA Gatorade League. Pendant ce temps, il a travaillé pour DoorDash et Uber Eats tout en étant entraîneur d’une équipe de basket-ball locale. Il a également travaillé dans un cimetière à Yonkers, dans l'état de New York.

### Carrière professionnelle

#### Gold de Grand Rapids (2021-2022)
Ryan rejoint les Cavaliers de Cleveland pour la NBA Summer League 2021 et a joué la pré-saison avec les Nuggets de Denver. Il joue alors en conséquence pour le Gold de Grand Rapids, équipe mineure des Nuggets, en NBA Gatorade League pour la saison 2021-2022. Il y inscrit 18,6 points par match en 16 apparitions.

#### Celtics de Boston (2022)
Il signe, le 28 février 2022, un contrat two-way en faveur des Celtics de Boston. Il enregistre 20,4 points par match sur 14 apparitions pour les Celtics du Maine, équipe affiliée en NBA Gatorade League. Il fait sa première apparition en NBA pour Boston, le 10 avril 2022 contre les Grizzlies de Memphis, inscrivant 3 points en 5 minutes de jeu. Il atteint, avec l'équipe des Celtics, les Finales NBA 2022 mais s'incline face aux Warriors de Golden State.
Il se joint de nouveau avec les Celtics pour la NBA Summer League 2022 mais n'intègre pas l'effectif pour la saison à venir.

#### Lakers de Los Angeles (2022)
Le 26 septembre 2022, il s'engage avec les Lakers de Los Angeles. Lors de la pré-saison avec les Lakers, il obtient un pourcentage à trois points de 37,5% et réussit à obtenir une place dans l'effectif pour le début de la saison 2022-2023. Le 2 novembre, il inscrit un panier à trois points au buzzer pour égaliser face aux Pelicans de La Nouvelle-Orléans, avant que les Lakers ne l'emportent en prolongation et lui, finissant avec 11 points. Ryan est libéré de son contrat le 1er décembre 2022.

#### Timberwolves du Minnesota (2022-2023)
Le 8 décembre 2022, il signe un contrat two-way avec les Timberwolves du Minnesota. Ryan n'est pas conservé par les Wolves pour la saison 2023-2024.

#### Pelicans de La Nouvelle-Orléans (2023-2024)
Il signe un contrat two-way avec les Pelicans de La Nouvelle-Orléans en octobre 2023. Mi-avril 2024, son contrat two-way est converti en un contrat standard.

#### Knicks de New York (2024-mars 2025)
En novembre 2024, il s'engage avec les Knicks de New York. Il est coupé fin décembre 2024 puis resigné en contrat two-way. Il est coupé en mars 2025.

## Statistiques

### Universitaires
| Saison    | Équipe      | Matchs   | Titul.   | Min./m   | % Tir    | % 3pts   | % LF     | Rbds/m.  | Pass/m.  | Int/m.   | Ctr/m.   | Pts/m.   |
| --------- | ----------- | -------- | -------- | -------- | -------- | -------- | -------- | -------- | -------- | -------- | -------- | -------- |
| 2015-2016 | Notre Dame  | 36       | 4        | 14.5     | 41.7     | 37.4     | 79.2     | 1.7      | 0.5      | 0.3      | 0.1      | 5.1      |
| 2016-2017 | Notre Dame  | 36       | 0        | 7.9      | 43.4     | 43.4     | 90.0     | 0.9      | 0.4      | 0.2      | 0.0      | 3.6      |
| 2017-2018 | Vanderbilt  | Redshirt | Redshirt | Redshirt | Redshirt | Redshirt | Redshirt | Redshirt | Redshirt | Redshirt | Redshirt | Redshirt |
| 2018-2019 | Vanderbilt  | 29       | 25       | 24.9     | 24.7     | 32.8     | 75.0     | 2.7      | 0.9      | 0.3      | 0.1      | 8.1      |
| 2019-2020 | Chattanooga | 33       | 33       | 30.6     | 42.3     | 35.9     | 87.9     | 4.9      | 1.9      | 0.4      | 0.1      | 15.4     |
| Carrière  | Carrière    | 134      | 62       | 18.9     | 40.4     | 36.3     | 84.2     | 2.5      | 0.9      | 0.3      | 0.1      | 7.9      |

### NBA
| Saison    | Équipe      | Matchs | Titul. | Min./m | % Tir | % 3pts | % LF | Rbds/m. | Pass/m. | Int/m. | Ctr/m. | Pts/m. |
| --------- | ----------- | ------ | ------ | ------ | ----- | ------ | ---- | ------- | ------- | ------ | ------ | ------ |
| 2021-2022 | Boston      | 1      | 0      | 5.0    | 20.0  | 20.0   | —    | 0.0     | 0.0     | 1.0    | 0.0    | 3.0    |
| 2022-2023 | L.A. Lakers | 12     | 0      | 10.8   | 30.6  | 37.1   | 80.0 | 1.2     | 0.3     | 0.2    | 0.0    | 3.9    |
| Carrière  | Carrière    | 13     | 0      | 10.3   | 29.6  | 35.0   | 80.0 | 1.1     | .3      | .2     | .0     | 3.8    |

## Distinctions personnelles
- Second-team All-SoCon (2020)